# Anna Ter-Avetikian
Anna Ter-Avetikian in armeno Տեր-Ավետիքյան?, in russo Анна Тер Аветикян? (Erevan, 23 ottobre 1908 – Erevan, 16 gennaio 2013) è stata un'architetta armena.
Prima donna armena a diventare un architetto, ha progettato numerose costruzioni notevoli per il paese ed ha ricevuto diversi riconoscimenti nazionali per il suo lavoro.

## Biografia
Anna Tigranovna Ter-Avetikian nacque il 23 ottobre 1908 a Erevan, all'epoca parte del Governatorato di Erevan dell'Impero Russo. Quando l'Armenia fu annessa alla Russia dall'Impero Ottomano, i suoi antenati ricevettero un titolo nobiliare da Nicola I di Russia per aver fornito assistenza e forniture mediche alle truppe del generale Ivan Paskevich. Veniva da una famiglia di architetti e urbanisti che erano noti per la creazione di opere come il primo sistema di acqua potabile di Erevan, il primo ospedale della città e altri monumenti. Suo padre Tigran Ter-Avetikian e suo fratello Yervand crearono la Filarmonica di Yerevan, l'edificio del Consiglio Comunale in piazza Shahumyan, e altre opere celebri.
Dopo aver completato gli studi superiori, nel 1924 la Ter-Avetikian si iscrisse alla Scuola Tecnica presso l'Università statale di Erevan per studiare architettura. Nel 1926, contemporaneamente ai suoi studi, iniziò a lavorare per Nikoghayos Buniatian e Aleksandr Tamanian, noti architetti che hanno progettato il piano generale della città di Yerevan e molti dei suoi edifici. Il suo programma in quel momento era quello di andare a scuola la mattina, nel pomeriggio lavorare nel laboratorio di Buniatian, e poi lavorare con Tamanian la sera. La Ter-Avetikian si laureò nel 1930 e poco dopo sposò Konstantin Hovhannisian, che aveva frequentato l'Università di Erevan e che era anche impiegato con Buniatian e Tamanian.

## Carriera

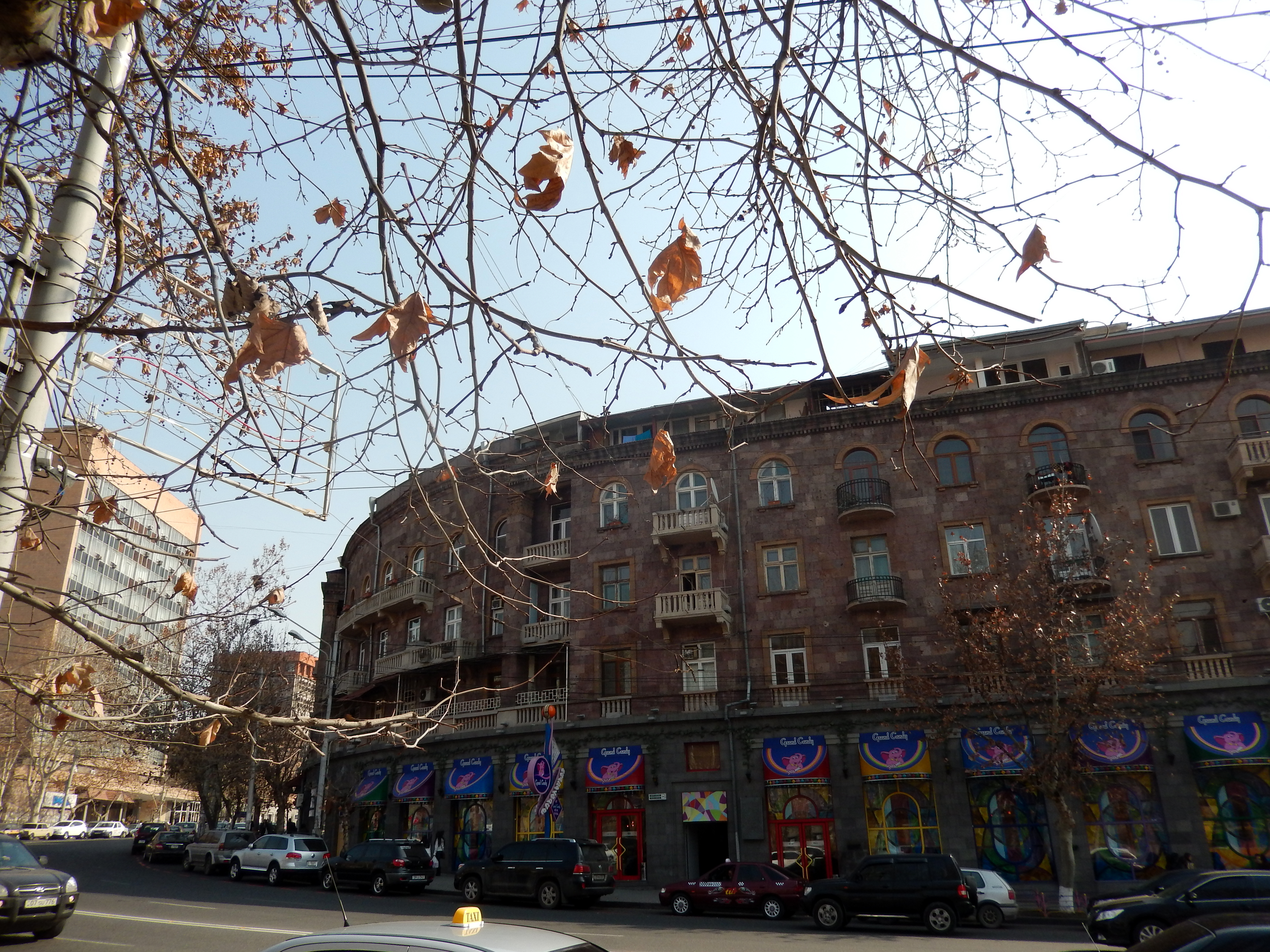
Il Palazzo Ponchikanots ad angolo con il viale Mashtots e via Koryun

Insieme a suo marito, la Ter-Avetikian progettò le stazioni antincendio e di polizia ad Erevan e il cinema "Sasuntsi Tavit", anche se il cinema fu successivamente distrutto. Nel 1938, uno dei suoi disegni ottenne il riconoscimento alla mostra internazionale di Parigi de "La donna nell'arte e nell'arte popolare" e quello stesso anno ricevette la nomina di Laureato della Rassegna complessiva della creatività tecnica degli architetti donne (in russo: Лауреат Всесоюзных смотров творчества женщин-архитекторов). Tra il 1941 e il 1943 è stata presidente dell'Unione armena degli architetti. Il suo progetto per l'edificio del regista vinse il primo premio nel Concorso Femminile Architettonico Sovietico del 1948. L'edificio è spesso noto come Palazzo Ponchikanots, perché ospitava uno dei primi caffè di Erevan che serviva ponciki, una specie di pasticcini.

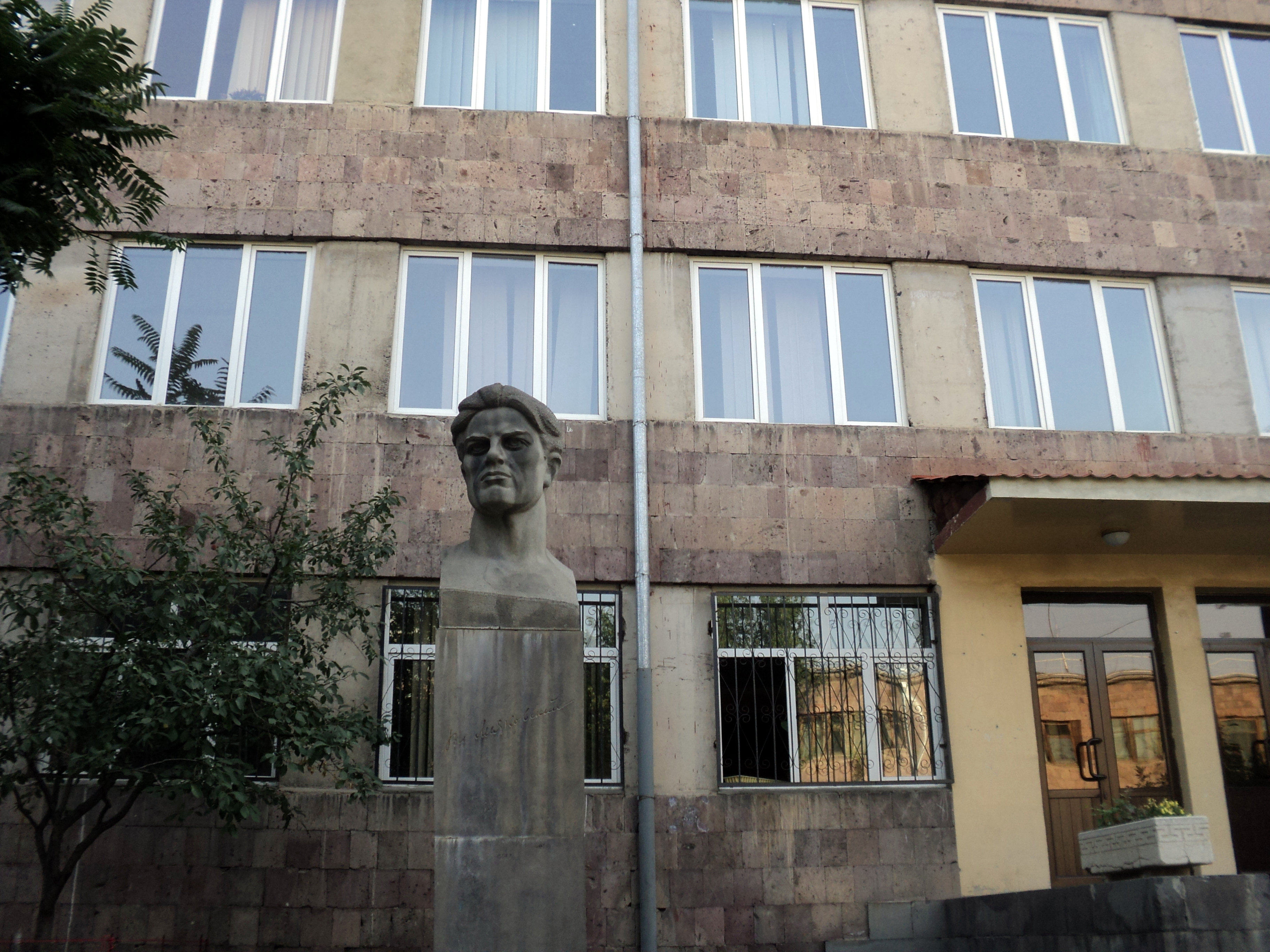
La Scuola Vladimir Mayakovsky n.7 ad Erevan progettata dalla Ter-Avetikian

Nel corso della sua carriera, la Ter-Avetikian, che in seguito è andata a lavorare con un altro studio di progettazione, ha costruito edifici residenziali e per uffici, oltre a scuole e ospedali. Tra i suoi progetti figurano lo studio cinematografico "Armenfilm" all'angolo tra viale Lenin e via Kirov ad Erevan; il palazzo del Ministero del Commercio; il palazzo dell'NKVD presso via Abovyan e via Kirov ad Erevan; l'Istituto R. Acharyan di Lingue ad Erevan; scuole a Echmiadzin, Kirovakan, Leninakan, Stepanavan ed Erevan; un ospedale a Nor Bayazet. I suoi progetti erano noti per la sua composizione classica e per gli elementi decorativi, ma con le caratteristiche decisamente nazionaliste dell'architettura armena. Ha acquisito una reputazione per le strutture angolari e la sua capacità di progettare in armonia con gli spazi circostanti, utilizzando elementi come le arcate concave per compensare le linee rette di una strada.
Nel 1945 la Ter-Avetikian fu riconosciuta dal Soviet supremo della Repubblica socialista sovietica armena e nel 1956 fu nuovamente designata come vincitrice del Riesame dell'unione sindacale. In 1968 la Ter-Avetikian diventò architetto emerito e si ritirò nel 1972. Dopo che l'Armenia ottenne l'indipendenza dall'Unione Sovietica, la Ter-Avetikian fu premiata dalla Repubblica di Armenia, ricevendo la Medaglia d'oro di Alexander Tamanian nel 2002.  Nel 2008 ha ricevuto la Medaglia d'oro di Erevan dalla città, in occasione del suo centesimo compleanno. È stata oggetto di un articolo in vetrina nella rivista Architettura, Costruzione (in russo Архитектура, строительство?) nel 2012, in cui lei e il suo lavoro sono stati paragonati al noto centenario e architetto brasiliano Oscar Niemeyer.

## Morte ed eredità
La Ter-Avetikian è morta il 16 gennaio 2013 ad Erevan.
Ha progettato oltre quaranta palazzi in Armenia, tra i quali il Palazzo Ponchikanots.
Una via nel distretto di Arabkir la ricorda.